# 家坂幸三郎

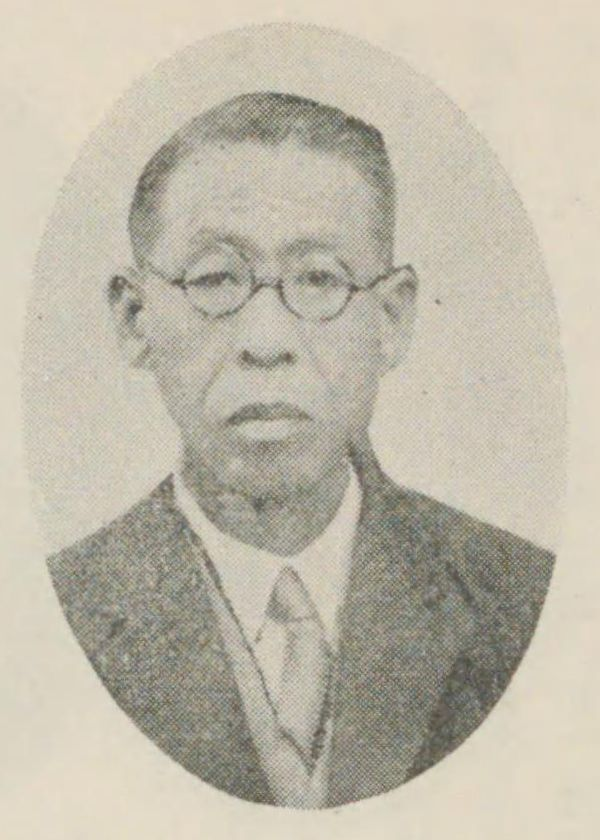
家坂幸三郎

家坂 幸三郎（いえさか こうさぶろう、1878年（明治11年）8月1日 - 1952年（昭和27年）10月24日）は、日本の医師。ハンセン病療養所である国立療養所宮古南静園、国立療養所沖縄愛楽園所長を務めた。クリスチャンで、現在でも宮古南静園に教会がある甦生会（よみがえりのかい）を結成した。

## 略歴
1878年、新潟県見附市に出生。早稲田大学の前身、東京専門学校、英語政治科卒業。外交官になりたかったが、既に医師になっていた五兄の勧めにより医学に進む。1906年に熊本医学専門学校を卒業後、同校実習病院、牧野研究所（東京）、芦屋町立病院（福岡県）に勤めた。1922年、沖縄県衛生技師としてマラリア予防に従事、1930年にアメリカの大学から沖縄県に「沖縄におけるらい事情」についての照会があったが、家坂が書いた報告書は高い評価をうけ、これを基にした論文で細菌学博士を贈られた。これで、ハンセン病に関心を深めた。1933年10月、宮古療養所所長を務めた。妻が病弱で単身赴任であった。1938年に同職を辞任後、沖縄県の健康保険医をしていたが、戦災で那覇市の若狭町の自宅は被爆。時期は不明であるが国頭郡久志村へ移動した。沖縄本島の沖縄県健康保険課の嘱託。コザ中央病院研究室長。1946年9月12日から1951年10月12日まで、国立療養所沖縄愛楽園三代目園長に就任。ついでコザ中央病院に入院。1952年、没する。

## 就任の挨拶
「私は所長として、諸君の病気を治療するだけでなく、諸君の傷ついた心を神様の御恩恵によって癒し、光の道を歩ましめ、諸君をして、神による霊魂甦生の実証者たらしめるために、私になし得る最大限の努力をするつもりである、と語った。

## 家坂とキリスト教
1927年、那覇メソジスト教会で牧師伊東平次から、家坂と妻リウ（以前小学校の先生をしていた）は夫婦そろって洗礼を受けた。1934年1月、名護の青木恵哉の指導を受けたクリスチャンが宮古療養所に来て、療養所でリーダー格だった仲兼久嘉元とは共鳴しあう仲となったが、仲兼久は1年余りで死亡した。1935年、回春病院から派遣された乙部勘治がきて7名の受洗者が出た。これを契機に家坂は信徒20余名求道者約30名をもって甦生会（よみがえりのかい）を結成した。（1935年4月25日）この会は戦争で一時空白があったが、平成22年現在、組織、宮古南静園内の教会共に存在している。他に、日本キリスト教団や、カトリックの教会もある。彼は宮古南静園で聖書を講義した。その写真が残されている。寺子屋式の成人学校（八重菱学園）を作った。教師は入所者であったが、一人は元女学校の校長先生であった。

## その後
- 家庭の事情で1938年7月30日辞任した。
- 戦後沖縄愛楽園第3代園長になる。(1946.9.12-1951.10.12)
- 遺骨は沖縄愛楽園納骨堂に眠る。

## 業績
- 沖縄県らい濃厚部落久松検診報告　レプラ　10,148,1939.[4]
  - 久貝人口1176人、患者16名、松原1525人にたいし、患者14名であった。全員収容した。
- 沖縄与那国島のらい検診　レプラ　10,152,1939.[5]
  - 1940年現在35名、一万人に対し77.1人である。全員収容した。

## 療養所における評判
初代の宮古南静園所長として在職中の4年10ヶ月間、療養所の周囲に鉄条網を張らせず、監禁室を造らず、入所者からは慈父のように慕われた。宮古療養所で彼の下に勤めた親泊康順(1888-1960)によると、「家坂先生があまり人好きがされなかったのは事実であった。学究肌の気難し屋の反面、温かい心の持ち主であった。たまには、エプロン姿でご自分の手料理をひっさげ、どうだ、賞味してくれと、いかにも愉快な場面もあった」と書いている。

## 沖縄愛楽園にての評判
クリスチャンで、戦後沖縄愛楽園に勤務した看護婦の井藤道子は家坂幸三郎について、リベラルな人物で、ハンセン病患者に対する国の強制隔離政策に批判的な考えを早くから持っていたと書いた。患者の外出を激しくとがめる村民には自ら出掛けて行き、急激な伝染病ではないことを説明し「病人を罪人視しないでほしい。我々の兄弟姉妹同胞ではないか」と訴えたという。文盲の患者に文字を教えて聖書を講義し、入園者が村民の農作物に被害を与えると自分のポケットマネーで弁償して、その患者のために祈り、訓戒教育した。「らいは、公衆衛生の行きとどいた環境の中で、栄養と休養のバランスの取れた生活をすれば、発病は少ないし、ほとんど伝染しない病気だよ」と説明した。彼女はプロミンを家坂園長の指示で注射をしたという。

## 家族
- 3男、家坂三知雄。沖縄市に住み、家坂翻訳事務所を経営した。英語、ドイツ語、中国語に堪能。古代史にも興味をもち、梅原猛「水底の歌」についてのエッセイ、「万葉の旅」を著した。偶然1984年、スタンレー・ベネットと奈良で会った。[8]